# Solanum urens
Solanum urens är en potatisväxtart som beskrevs av Michel Félix Dunal. Solanum urens ingår i släktet skattor som ingår i familjen potatisväxter. Inga underarter finns listade i Catalogue of Life.